# Saliut 5
Salyut 5 (en ruso: Салют-5, ‘Saludo-5’), también conocida como OPS-3, fue una estación espacial soviética. Lanzado en 1976 como parte del programa Salyut, fue la tercera y última estación espacial Almaz en ser lanzada para el ejército soviético. Dos misiones Soyuz visitaron la estación, cada una manejada por dos cosmonautas. Una tercera misión Soyuz intentó visitar la estación, pero falló en el despegue. Se planificó una cuarta misión pero nunca fue realizada.

## Programa Salyut
El programa Salyut es el nombre de la primera serie de estaciones espaciales de la Unión Soviética, lanzadas por medio del cohete Protón. Este programa nace en la Guerra Fría como respuesta al interés de la milicia de los Estados Unidos en explorar el espacio, lo que se llamó el Programa MOL. Koroliov y su OKB-1 propusieron varios proyectos de naves militares (Soyuz VI, Soyuz R y Soyuz P). Por otro lado, Vladímir Cheloméi propuso una estación espacial llamada Almaz con características similares. Tras la muerte de Koroliov en 1966, sus proyectos no fueron aprobados, pero sí la estación Almaz de Cheloméi y su nave de servicio, la TKS. Posteriormente, debido al retraso en el desarrollo de esta estación, las autoridades ordenaron que las estaciones Almaz utilizasen subsistemas derivados de la nave Soyuz. Tras conocer los planes estadounidenses de poner en órbita el Skylab, los soviéticos decidieron acelerar el proyecto de estaciones espaciales para adelantárseles. Así surgieron las estaciones civiles DOS.

## Lanzamiento
Salyut 5 fue lanzado el 22 de junio de 1976 a las 18:04:00 UTC. El lanzamiento tuvo lugar en el Sitio 81/23 del Cosmódromo de Baikonur y utilizó un cohete cargador Proton-K 8K82K de tres etapas con el Número de serie 290-02.
Al lograr llegar a la órbita, al Salyut 5 se le asignó el designador internacional 1976-057A, mientras que la Orden de Defensa Aeroespacial de EE. UU. se lo dio como Satélite Catálogo Número 08911.2.

## Astronave
Salyut 5 era una estación Almaz, el último de tres para ser lanzado como estaciones espaciales después de Salyut 2 y Salyut 3. Como sus predecesores, medía 14.55 metros (47.7 ft) de largo, con un diámetro máximo de 4.15 metros. Tenía un volumen habitable de interior de 100 metros cúbicos, y un peso de 19,000 kilogramos. La estación estuvo equipada con un solo puerto acoplado para las cápsulas Soyuz, con el Soyuz 7K-T siendo la configuración en servicio en ese entonces. Dos paneles solares montados lateralmente en el mismo punto de la estación mientras el puerto acoplado proporcionaba la energía. La estación estaba equipada con una cápsula KSI para regresar datos de búsquedas y materiales.
Salyut 5 llevó a Agat, una cámara qué las tripulaciones utilizaron para observar la Tierra. El horno alemán Kristall fue utilizado a bordo de la estación para experimentos de crecimiento del cristal.

## Operación
Cuatro misiones tripuladas al Salyut 5 fueron originalmente planeadas. La primera, Soyuz 21, fue lanzada desde Baikonur el 6 de julio de 1976, y atracada a las 13:40 UTC del día siguiente. El objetivo primario de la misión Soyuz 21 a bordo del Salyut 5 era la conducción de experimentos militares, no obstante la búsqueda científica también era conducida, la cual incluía estudiar peces de acuario en microgravedad y observar el sol. La tripulación también condujo una conferencia televisada con alumnos escolares.
Los cosmonautas Borís Volinov y Vitali Zholobov quedaron a bordo del Salyut 5 hasta el 24 agosto, cuándo regresaron a la tierra aterrizando a 200 km al suroeste de Kokchetav. Se esperaba que la misión durase más tiempo, pero la atmósfera dentro del Salyut 5 se vio contaminada con humo de ácido nítrico provenientes de una filtración de combustible, la cual afectó la condición psicológica y física de la tripulación, requiriendo de un aterrizaje de emergencia.
El 14 de octubre de 1976, el Soyuz 23 fue lanzado llevando a los cosmonautas Vyacheslav Zudov y Valeri Rozhdestvenski a la estación espacial. Durante la aproximación para el acoplamiento al día siguiente, un sensor defectuoso incorrectamente detectó un inesperado movimiento lateral. El sistema de acoplamiento automático de la estación, Igla, desprendió los propulsores de maniobra de la nave espacial en un intento de parar el movimiento inexistente. A pesar de que la tripulación era capaz de desactivar el sistema Igla, la estación había gastado demasiado combustible para volver a intentar el acoplamiento bajo control manual.
El 16 de octubre el Soyuz 23 regresó a la Tierra sin completar los objetivos de la misión.
La última misión al Salyut 5, Soyuz 24, fue deplegada el 7 de febrero de 1977. Su tripulación se compuso por los cosmonautas Víktor Gorbatko y Yury Glazkov, quién condujo reparaciones a bordo de la estación y descargó el aire que había sido informado como contaminado. Los experimentos científicos fueron llevados a cabo, incluyendo la observación del sol. La tripulación partió rumbo devuelta el 25 de febrero. La corta misión aparentemente se relacionó a que el Salyut 5 comenzó a agotar el propulsor para sus principales motores y sistema de control de actitud.
La cuarta misión prevista, la cual habría sido designado como Soyuz 25 si se hubiese concretado, estuvo pretendida para visitar la estación por dos semanas en julio de 1977. Su tripulación habría sido compuesta por los cosmonautas Anatoly Berezovoy y Mikhail Lisun; la tripulación de relevo para la misión Soyuz 24. La misión se canceló por la escasez de propulsor anteriormente mencionada. La cápsula qué se construyó para la misión Soyuz 25 fue reutilizada posteriormente para la misión Soyuz 30 hacia el Salyut 6. Como no podía ser re abastecida, y ya no contaba con el combustible para sostener las operaciones tripuladas, la cápsula recuperable KSI fue expulsada y regresada a la Tierra el 26 de febrero. Salyut 5 fue desorbitado el 8 de agosto de 1977 y quemado mientras reingresaba a la atmósfera de la Tierra.